# Saint-Loup-de-Varennes
Saint-Loup-de-Varennes là một xã ở tỉnh Saône-et-Loire trong vùng Bourgogne-Franche-Comté nước Pháp. Xã có cự ly 6 km (3,7 mi) về phía nam trung tâm Chalon-sur-Saône

## Thông tin nhân khẩu
Theo điều tra dân số năm 1999, xã này có dân số 1.018.
Con số ước tính năm 2007 là 1.128.
Nicéphore Niépce, đã sống ở Saint-Loup-de-Varennes, nơi ông qua đời năm 1833.